# Liste der Naturdenkmale in Schwarzenborn (Knüll)
Die Liste der Naturdenkmale in Schwarzenborn (Knüll) nennt die im Gebiet der Stadt Schwarzenborn im Schwalm-Eder-Kreis in Hessen gelegenen Naturdenkmale.
| Bild            | Bezeichnung                                | Ortsteil, Lage                                | Beschreibung                                                      | Art   | Nr.     |
| --------------- | ------------------------------------------ | --------------------------------------------- | ----------------------------------------------------------------- | ----- | ------- |
| Fotos hochladen | 1 Linde                                    | Schwarzenborn 50° 54′ 26,4″ N, 9° 26′ 43,3″ O | am Ortsausgang Richtung Friedigerode südöstlich von Schwarzenborn | Linde | 634.450 |
| Fotos hochladen | Baumgruppe mit Felspartien (Knüllköpfchen) | 50° 55′ 0″ N, 9° 25′ 19,1″ O                  | 2 km westlich von Schwarzenborn                                   |       | 634.451 |

## Belege
1. ↑  Anlage: Tabelle 3 - Naturdenkmale im Schwalm-Eder-Kreis. (PDF; 7,45 MB) der 2. Verordnung zur Änderung der Verordnung zum Schutze der Naturdenkmale im Schwalm-Eder-Kreis vom 28. 04. 1986, zuletzt geändert durch Verordnung vom 8. Mai 2007. Der Kreisausschuss des Schwalm-Eder-Kreises, 17. Dezember 2008, S. 30, abgerufen am 7. Februar 2017.

- Karte mit allen Koordinaten:
- OSM |
- WikiMap